# アーンシュト・ユーセフソン
アーンシュト・ユーセフソン（Ernst Abraham Josephson 、1851年4月16日 - 1906年11月22日）は、スウェーデンの画家、詩人である。主に人物画を描いた。

## 略歴
ストックホルムのユダヤ系の資産家に生まれた。おじに劇作家、俳優のルドヴィク・ヨーセフソンや作曲家のヤーコブ・アクセル・ヨーセフソンがいた。16歳でスウェーデン王立美術院に入学し1876年まで在学した。20歳の時「スウェーデンのレンブラントになれなければ死んでやる」といったとされている。1876年にイタリアへ旅し、その後オランダでレンブラントやフランス・ハルス、ティツィアーノ・ヴェチェッリオといった巨匠の作品を模写して修行した。パリに移り、ジャン＝レオン・ジェロームに学び、友人やフランスにいるスウェーデン人の肖像画を描いて、画家として評価を得るようになった。1881年から1882年にスウェーデン生まれの友人の画家アンデシュ・ソーンとスペインのセビリアを旅するなどして自らの絵のスタイルを作った。1885年にカール・ラーションらと「反逆者運動」（オプーネント、Opponent）を結成して王立美術院に芸術家支援の近代化を求める要求書を提出し、「反逆者展」開催に重要な役割を果たした。
若くして梅毒に罹患し、1888年の夏、ブルターニュに滞在中に病気の進行による妄想に悩まされるようになった。一緒に過ごしていたスウェーデン人画家によってスウェーデンに送り返され、数か月後、ウプサラの精神病院に数か月入院した。退院後、絵を描き、幻想的な詩を作り出版した。
1906年にストックホルムで死去した。

## 作品

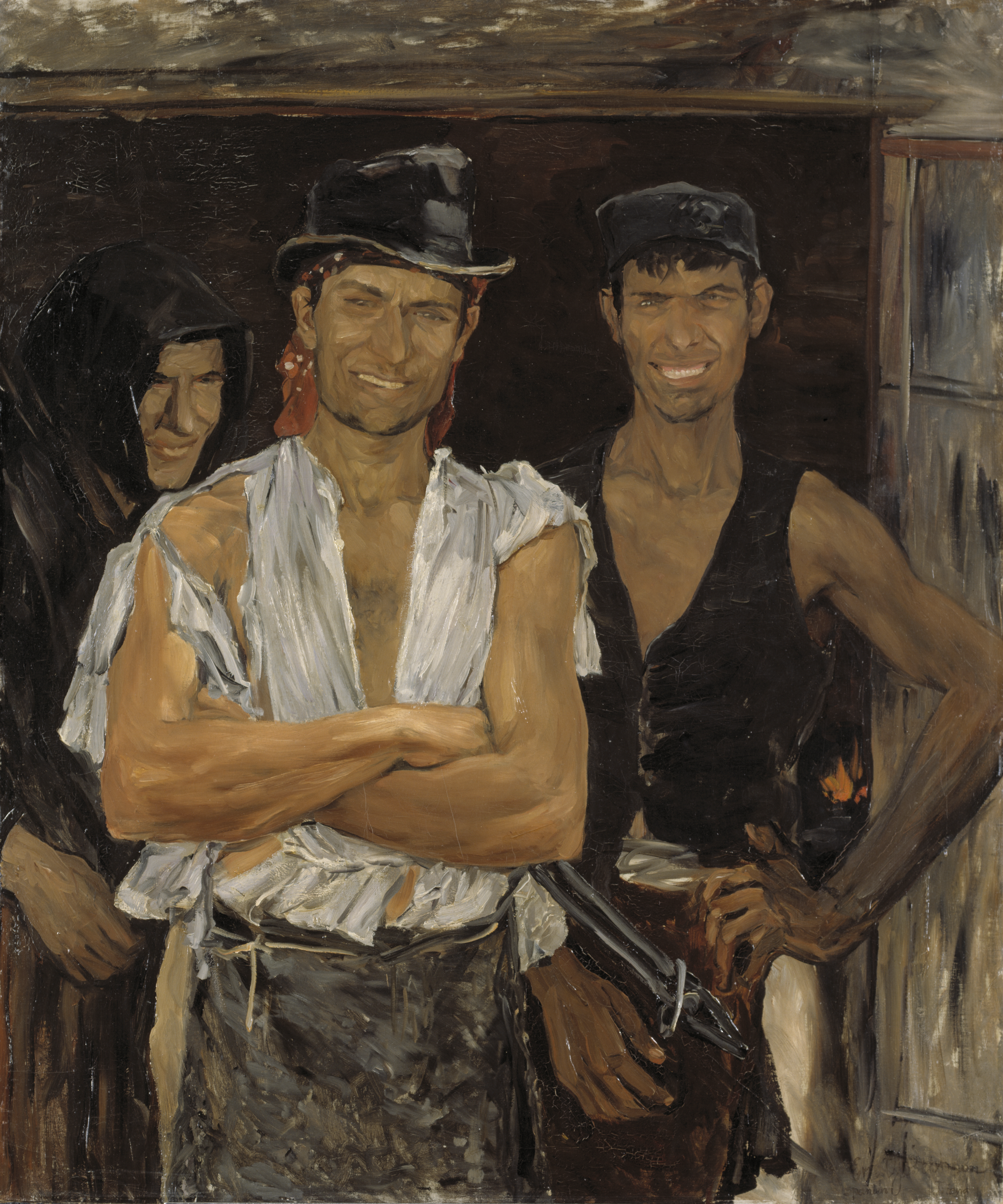
スペインの鍛冶屋 (1881)
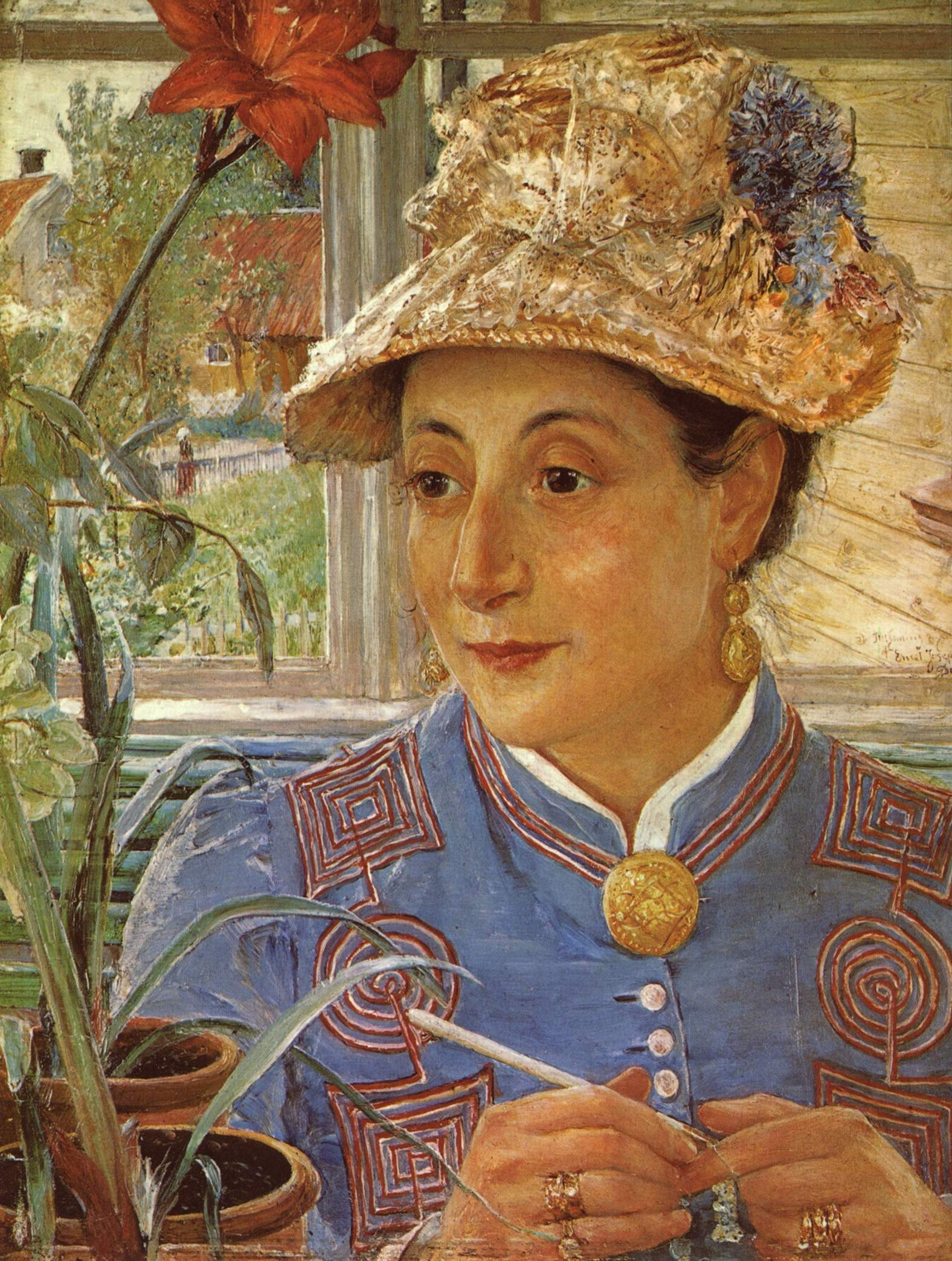
肖像画 (1883)
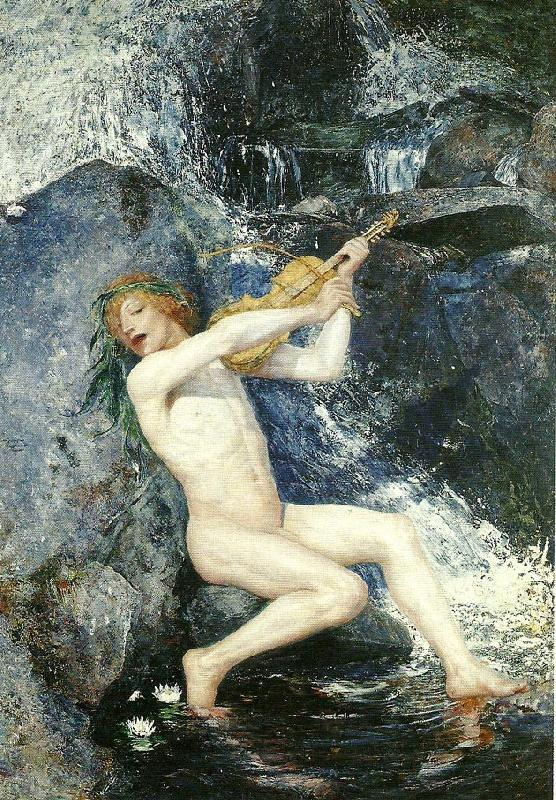
水の精 (1884)
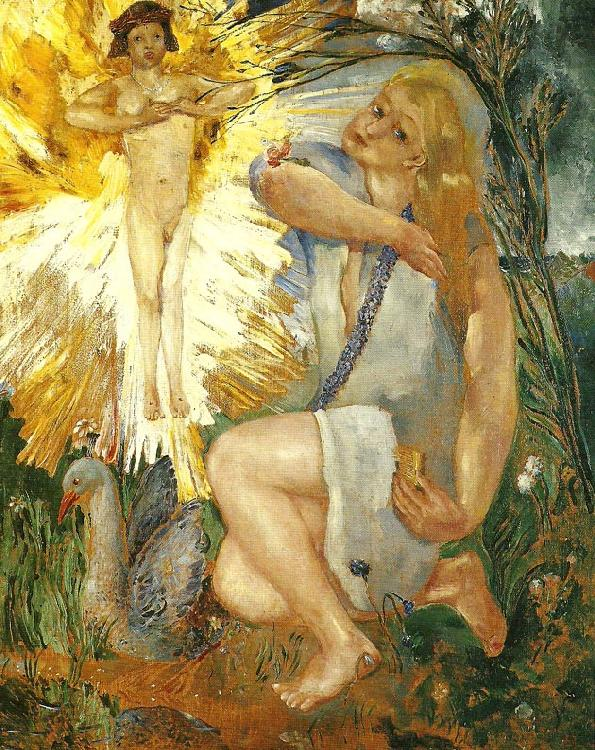
(1888-1890)